# Бёрд, Ричард (легкоатлет)
Ричард Лесли «Дик» Бёрд (англ. Richard Leslie "Dick" Byrd, 16 мая 1892 — 20 июня 1958) — американский легкоатлет, призёр Олимпийских игр.
Ричард Бёрд родился в 1892 году в Шилохе, штат Индиана. В 1912 году на Олимпийских играх в Стокгольме он завоевал серебряную медаль в метании диска; также он принял участие в состязаниях по метанию диска левой и правой руками (где стал 17-м), прыжкам в длину с места (где стал 8-м) и прыжкам в высоту с места (где стал 4-м). Также он принял участие в показательных соревнованиях по бейсболу.